# Toninho Cerezo
Toninho Cerezo, egentligen Antônio Carlos Cerezo, född 21 april 1955 i Belo Horizonte i Brasilien, är en före detta brasiliansk fotbollsspelare och fotbollstränare.
Cerezo var en defensiv mittfältsspelare i bland andra Clube Atlético Mineiro, AS Roma, UC Sampdoria och São Paulo FC. Under tiden i Italien vann han ligan en gång (1991) och Coppa Italia fyra gånger (1984, 1986, 1988 och 1989). Med São Paulo vann han också Copa Libertadores två gånger (1992, 1993) och den Interkontinentala cupen (1993).
Cerezo spelade 74 matcher i det brasilianska landslaget och deltog i VM 1978 och 1982. En skada hindrade honom från att även delta i VM 1986.
Efter avslutad spelarkarriär startade han en karriär som fotbollstränare i både Japan och Brasilien där han bland annat tränade Atlético Mineiro.

## Klubbar som spelare
- 1972-1973 - Atlético Mineiro
- 1973-1974 - Nacional FC
- 1974-1983 - Atlético Mineiro
- 1983-1986 - AS Roma
- 1986-1992 - UC Sampdoria
- 1992-1993 - São Paulo FC
- 1994-1995 - Cruzeiro EC
- 1995-1996 - São Paulo FC
- 1996-1997 - América FC Mineiro
- 1997-1998 - Atlético Mineiro